# Johan Vinqvist
Johan Vinqvist, född 21 december 1714 i Vinberga by, Östergötland, död i mars 1754, var en svensk boktryckare i Karlskrona. Vinqvist drev Kongl. Amiralitets boktryckeriet från 1746 till sin död, då hans änka, Brita Christina Laurelia, övertog tryckeriet. 1754 grundade han även Carlscrona Weckoblad.